# We Can Make It!
We Can Make It! è un brano musicale del gruppo musicale giapponese Arashi, pubblicato come loro diciannovesimo singolo il 2 maggio 2007. Il brano è incluso nell'album Time, nono lavoro del gruppo. Il singolo ha raggiunto la prima posizione della classifica Oricon dei singoli più venduti in Giappone, vendendo 204.775. Il singolo è stato certificato disco d'oro. Il brano è stato utilizzato come tema musicale del dorama televisivo di Nihon TV Bambino!, con Jun Matsumoto ed è una cover del brano Love Is All Around di Agnes Carlsson.

## Tracce
CD Singolo JACA-5060
1. We can make it!
2. Di-Li-Li
3. We can make it! (Original Karaoke)
4. Di-Li-Li (Original Karaoke)

## Classifiche
| Classifica (2007) | Posizione più alta |
| ----------------- | ------------------ |
| Giappone (Oricon) | 1                  |